# Асиметричне гідрування
Асиметричне гідрування — це хімічна реакція, яка додає два атоми водню до цільової (субстратної) молекули з тривимірною просторовою вибірковістю. Важливо, що ця селективність походить не від самої цільової молекули, а від інших реагентів або каталізаторів, присутніх у реакції. Це дозволяє просторовій інформації (те, що хіміки називають хіральністю) передавати від однієї молекули до мішені, утворюючи продукт як єдиний енантіомер.
Хіральна інформація найчастіше міститься в каталізаторі, і в цьому випадку інформація в одній молекулі каталізатора може бути передана багатьом молекулам субстрату, посилюючи кількість наявної хіральної інформації. Подібні процеси відбуваються в природі, де хіральна молекула, як фермент, може каталізувати введення хірального центру з утворенням продукту у вигляді єдиного енантіомеру, такого як амінокислоти, який необхідний клітині для функціонування. Імітуючи цей процес, хіміки можуть створити багато нових синтетичних молекул, які взаємодіють з біологічними системами певним чином, що призводить до нових фармацевтичних агентів і агрохімікатів. Важливість асиметричного гідрування як в наукових колах, так і в промисловості сприяла тому, що двом його піонерам — Вільяму Стендішу Ноулзу та Нойорі Рьодзі — спільно присудили половину Нобелівської премії з хімії 2001 року.

## Механізм каталітичного гідрування
На діаграмі нижче показано цільові механізми для каталітичного гідрування з комплексами родію, які є механізмами внутрішньої сфери. У ненасиченому механізмі утворений хіральний продукт матиме протилежний режим порівняно з використаним каталізатором. У той час як термодинамічно сприятливий комплекс між каталізатором і субстратом не здатний зазнати гідрування, нестабільний несприятливий комплекс швидко зазнає гідрування  . Дигідридний механізм, з іншого боку, полягає в тому, що комплекс спочатку гідрогенізується до дигідридної форми. Згодом це забезпечує координацію подвійного зв’язку на стороні без перешкод. Завдяки вставці та відновній елімінації хіральність продукту збігається з хіральністю ліганду.

Механізм асиметричного гідрування